# Gopinath Kaviraj
Gopinath Kaviraj (ur. 7.09.1887 w Dhamrai, Bengal Wschodni, zm. 12.06.1976 w Waranasi) – indyjski uczony, jogin i filozof. W 1934 rząd indyjski w uznaniu niezwykłej wiedzy nadał mu tytuł mahamahopadhjaja.

## Nauka
W rodzinnej wiosce uczęszczał do angielskiej szkoły, a następnie kształcił się w Dhace. W 1906 kontynuował naukę w Dżajpurze (Radżastan), wybierając sobie to miejsce jako wolne od malarii, na którą wcześniej zachorował. Po czterech latach, z licencjatem, udał się do Waranasi, gdzie studiował w Queens College (Uniwersytet Sanskrycki) pod kierunkiem dr. Artura Venisa, u którego zdał egzaminy m.in. z paleografii, numizmatologii i fonetyki. U prof. Nomana studiował literaturę prakrycką i palijską, a także gramatykę, uczęszczał na lektoraty niemieckiego i francuskiego. U pandita Wamaczarany Bhattaczarji studiował filozofię njaji i wedantę. Na studiach podyplomowych wyspecjalizował się w napisach naskalnych Asioki i w pismie Guptów.

## Praca
Po założeniu biblioteki naukowej Sarswati-Bhavan w 1914 został jej dyrektorem, gdzie też nauczał sanskrytu. Pisywał artykuły w nowo założonym Towarzystwie Historycznym w Uttar Pradesh. Razem z dr Venisem rozpoczął wydawanie dwóch serii publikacji Sarasvati Bhavan Texts i Sarasvati Bhavan Studies. W 1924 zostaje dyrektorem Government Sanskrit College (Uniwersytet Sanskrycki). W 1937 zwolnił się z pracy po zachorowaniu na beri-beri. Jako guru gryhastha we własnym domu przekazywał naukę duchową oraz kulturę i wiedzę indyjską. Sam najcenniejsze wtajemniczenie w wiedzę słoneczną uzyskał od Śri Wisiuddhanandy Paramahansy, u którego wcześniej opanował jogę. Swoich nauczycieli opisał w książce Spotkania z sadhu i obcowanie ze świętymi. Zakochany w świętym mieście Waranasi w późniejszych latach zostaje adeptem Anandamaji Ma.

## Publikacje
Poza sanskrytem liczne prace publikował po bengalsku, w hindi oraz w języku angielskim jak np. rozdział o filozofii siaktyjskiej w History of Philosophy Eastern and Western, Bibliography of Nyaya Vaisheshika Literature i  The Aspects of Indian Thought. Nagrodę Sahitya Akademi w 1965 otrzymał za książkę Tāntrik vānmay mem śākta drsti.